# Grégory Coupet
Grégory Coupet (Le Puy-en-Velay, 1972. december 31. –) francia válogatott labdarúgókapus.

## Pályafutása

### Klubcsapatban
Coupet karrierjét a szülővárosában kezdte a Club Olympique Le Puy csapatánál. 1994-ben aláírta első profi szerződését a Saint-Étienne-nel. A csapatban 21 éves korában mutatkozott be az Angers SCO ellen 1994. március 26-án, egy 2-0-ra megnyert mérkőzésen.
3 szezon után meglepetésre a Saint-Étienne ősi riválisához, az Olympique Lyonhoz igazolt. 2002 után vált igazán sikeressé lyoni klubjával, karrierje során rengeteg trófeát gyűjtött a Lyonnal és többször pályára lépett a Bajnokok Ligájában. 2008. május 23-án Coupet bejelentette, hogy elhagyja a Lyont.
2008. július 7-én az Atlético Madridhoz igazolt, ahová két évre írt alá. A spanyol fővárosi csapat 1 és fél millió eurót fizetett a francia válogatott kapusért.

### A válogatottban
Coupet 2001-ben mutatkozott be a francia labdarúgó-válogatottban egy Ausztrália elleni mérkőzésen, melyet a Konföderációs kupa keretében rendeztek Dél-Koreában.
2002-ben meghívót kapott a 2002-es labdarúgó-világbajnokságra, ahol Fabien Barthez tartaléka volt, de pályára nem lépett.
A következő évben ismét Konföderációs kupát rendeztek. Coupet 5 mérkőzésen csak három gólt kapott és ennek is köszönhetően 3 éven belül ismét Franciaország nyerte meg a [Konföderációs kupát.
2006 februárjában a France Football nevezetű magazin szavazást tartott, hogy ki legyen a francia válogatott első számú kapusa a soron következő világversenyen. Coupet fölényesen győzött Barthezzel szemben (69%-28%). A 2006-os labdarúgó-világbajnokság selejtezőiben 10 mérkőzésből haton Coupet védett, ennek ellenére Raymond Domenech nagy meglepetésre Barthezt választotta a francia nemzeti válogatott első számú kapusának. Többen azt várták, hogy Coupet lesz a válogatott kapusa, de ismét csak a pad jutott számára. Remek formája és sorozatban 5 bajnoki címe a Lyonnal nem volt elég bizonyíték Domenech számára.
Coupet lett a francia válogatott első számú kapusa, miután 2006-ban Barthez bejelentette visszavonulását.
A 2008-as labdarúgó-Európa-bajnokságon Coupet védte a francia válogatott kapuját, de csak 3 mérkőzésen. A halálcsoportba kerülő válogatott a csoportkör során 'elvérzett'.

## Sikerei, díjai
Klub (Lyon):
- francia bajnok - 2002, 2003, 2004, 2005, 2006, 2007, 2008
- francia szuperkupa - 2003, 2004, 2005, 2007, 2008
- francia ligakupa - 2001
- UEFA Intertotó Kupa - 1997
- Béke Kupa: 2007
- franciakupa-győztes: 2008

Válogatott:
- Konföderációs kupa - 2001, 2003